# گروه ارتش اف
گروه ارتش اف (آلمانی: Heeresgruppe F) تشکیلات فرماندهی استراتژیک ورماخت در طول جنگ جهانی دوم بود.